# Mnichov, Domažlice
Mnichov là một làng thuộc huyện Domažlice, vùng Plzeňský, Cộng hòa Séc.